# HMAS Hobart (D63)
HMAS Hobart (D63) là một tàu tuần dương hạng nhẹ thuộc lớp Leander cải tiến. Nguyên được chế tạo và đưa vào hoạt động cùng Hải quân Hoàng gia Anh Quốc dưới tên gọi HMS Apollo, con tàu được chính phủ Australia mua lại vào năm 1938, đổi tên thành HMAS Hobart và đã phục vụ cùng Hải quân Hoàng gia Australia trong suốt Chiến tranh Thế giới thứ hai. Sau chiến tranh nó được cho ngừng hoạt động vào năm 1947, và bị bán để tháo dỡ vào năm 1962

## Thiết kế và chế tạo
Con tàu là một trong số ba chiếc tàu tuần dương hạng nhẹ thuộc lớp Leander cải tiến được chế tạo cho Hải quân Hoàng gia. Khác biệt chủ yếu so với năm chiếc Leander ban đầu là những chiếc sau này có hệ thống động lực được tách thành hai ngăn kín nước riêng biệt trước và sau, cho phép con tàu vẫn có thể tiếp tục hoạt động nếu một trong hai ngăn bị hư hại. Hai ống khói thoát khí riêng biệt dành cho mỗi ngăn động cơ làm cho các còn tàu cải tiến có một dáng vẽ khác biệt so với những chiếc Leander trước đó vốn chỉ có một ống khói. Để che phủ các ngăn động cơ riêng biệt, vỏ giáp hông được mở rộng từ 84 foot (26 m) lên 141 foot (43 m), sử dụng phần trọng lượng tiết kiệm được do việc tách biệt khoang động cơ. Trong khi thiết kế, người ta dự tính cải biến các tháp pháo 6 inch tận cùng phía trước và phía sau thành tháp pháo ba nòng thay vì nòng đôi, nhưng kế hoạch bị hủy bỏ khi người ta khám phá rằng những sự thay đổi cần thiết gây ra nhiều hậu quả tiêu cực, bao gồm việc giảm bớt tốc độ tối đa cùng hiệu quả điều khiển hỏa lực.
Chiếc tàu tuần dương được đặt lườn tại Xưởng tàu Devonport, Anh Quốc, vào ngày 15 tháng 8 năm 1934như là chiếc HMS Apollo. Nó được hạ thủy vào ngày 9 tháng 10 năm 1934 bởi Lady Florence, phu nhân Đô đốc Sir W.H.D. Boyle, và đưa vào phục vụ cùng Hải quân Hoàng gia vào ngày 13 tháng 1 năm 1936.

## Lịch sử hoạt động

### Phục vụ cùng Hải quân Hoàng gia
Khi đưa vào hoạt động, HMS Apollo đã phục vụ cùng với North American Station và West Indies Station cho đến năm 1938.

### Thuộc sở hữu Australia
HMS Apollo được chính phủ Australia mua lại vào năm 1938, các khoản thanh toán bao gồm việc chuyển chiếc tàu chở thủy phi cơ Albatross cho Hải quân Hoàng gia Anh. Thoạt tiên, nó dự định sẽ được chính thức đổi tên và chuyển giao vào ngày 6 tháng 10, nhưng việc động viên Hạm đội Nhà nhằm đối phó với vụ Khủng hoảng Munich khiến phải thực hiện vào ngày 28 tháng 9. Chiếc tàu tuần dương về đến Australia vào cuối năm 1938, và viếng thăm thành phố nó mang tên trong tháng 2 năm 1939.

### Chiến tranh Thế giới thứ hai
Vào ngày 14 tháng 10 năm 1939, Hobart lên đường đi đến Trạm Đông Ấn, và được phân công hộ tống các đoàn tàu vận tải trong vịnh Bengal và biển Ả-rập.
Con tàu tuần dương nổ phát súng đầu tiên trong chiến đấu vào ngày 12 tháng 6 năm 1940 nhằm đánh trả máy bay Italy đang tấn công Aden. Vào ngày 19 tháng 6, chiếc thủy phi cơ Walrus của Hobart đã ném bom xuống một trạm phát vô tuyến Italy trên đảo Centre Peak trong biển Hồng hải. Vào đầu tháng 8, Hobart hộ tống một lực lượng cứu viện đến Berbera nhằm đối phó với việc Ý xâm chiếm Somaliland thuộc Anh. Hai tuần sau, có quyết định bỏ Somaliland thuộc Anh, và Hobart được quyết định làm sở chỉ huy của công việc triệt thoái. Chiếc Walrus được sử dụng thành công trong việc ngăn chặn các cuộc không kích cũng như đã ném bom vào sở chỉ huy lực lượng Italy tại Zeila, trong khi một khẩu đội pháo chào Hotchkiss 3 pounder được cải biến thành pháo chống tăng và được gửi lên bờ trợ giúp các hoạt động bọc hậu, mặc dù ba thủy thủ tình nguyện vận hành vũ khí sau đó bị bắt làm tù binh. Thuyền trưởng của Hobart đã tổ chức việc rút lui của hơn 7.000 binh sĩ và thường dân trên một hải đội tàu thuyền hổn tạp. Chiếc tàu tuần dương là con tàu cuối cùng rời đi vào ngày 19 tháng 8, thu thập những người tụt hậu trên các xuồng của con tàu trong khi các đội phá hoại và các khẩu pháo phá hủy mọi thứ có giá trị.
Hobart ở lại khu vực biển Đỏ cho đến tháng 10, khi nó đi đến Colombo để tái trang bị, rồi quay trở về Australia. Nó được sử dụng như một tàu hộ tống tại vùng biển Australia cho đến tháng 6 năm 1941, khi nó được gửi đến Địa Trung Hải. Vào ngày 13 tháng 7, Hobart hiện diện tại cảng Tewfik khi khu vực này bị ném bom. Chiếc tàu chở quân Georgic bị hư hại do trúng bom và tìm cách mắc cạn, nhưng lại va chạm với tàu vận tải Gleneran buộc nó cũng phải đâm vào bờ. Hobart đã giúp triệt thoái thủy thủ đoàn và hành khách trên các con tàu vào lúc chiều tối hôm đó, và vào ngày hôm sau đã giúp làm nổi lại chiếc Georgic. Khi gia nhập Hạm đội Địa Trung Hải, Hobart được phân công hỗ trợ lực lượng Đồng Minh trong Chiến dịch Sa mạc phía Tây cho đến tháng 12 năm 1941, khi Nhật Bản khai chiến buộc phải tái bố trí chiếc tàu tuần dương trở về Trạm Viễn Đông.
Vào ngày 3 tháng 2 năm 1942, trong khi di chuyển từ Singapore đến Batavia, Hobart và tàu khu trục Tenedos đã đi đến trợ giúp cho chiếc tàu buôn Norah Moller, vốn đã bị ba máy bay ném bom tấn công. Chiếc tàu tuần dương đã cứu vớt được 57 trong tổng số 70 người trên tàu, số còn lại được vớt lên Tenedos. Vào ngày 25 tháng 2, Hobart bị 27 máy bay ném bom tấn công đang khi được tiếp dầu từ một tàu chở dầu. Mặc dù chỉ bị những thiệt hại nhẹ, việc tiếp dầu đã không thể hoàn tất, nên Hobart không thể tham gia lực lượng Đồng Minh mà hai ngày sau đó bị đánh bại trong Trận chiến biển Java.
Hobart tham gia Trận chiến biển Coral vào tháng 5 năm 1942 trong thành phần lực lượng tuần dương Đồng Minh bảo vệ cảng Moresby. Hải đội Australia (Lực lượng Đặc nhiệm 44) dưới quyền chỉ huy của Đô đốc Hải quân Hoàng gia Sir John Gregory Crace, ngoài Australia và Hobart còn bao gồm tàu tuần dương Hoa Kỳ USS Chicago cùng các tàu khu tṛuc USS Perkins, USS Walke và USS Farragut. Hải đội của Crace, ở cách xa chiến trường chính, nhận được mệnh lệnh tuần tra eo biển Jomard, nơi mà một lực lượng xâm chiếm Nhật Bản sẽ đi ngang để tấn công cảng Moresby. Các tàu chiến của Crace khá mong manh vì không có được sự bảo vệ trên không, nên đã áp dụng một đội hình phòng không hình thoi. Vào cuối buổi sáng ngày 7 tháng 5, một máy bay trinh sát Nhật Bản phát hiện ra hải đội và báo cáo vị trí của họ về Rabaul. Xế chiều hôm đó, mười một máy bay ném bom-ngư lôi Nhật Bản tấn công các tàu chiến Đồng Minh, và bị đánh trả bởi một hàng rào hỏa lực mạnh mẽ, không có chiếc tàu chiến nào hư hại trong trận chiến kéo dài năm phút, nhưng sáu thủy thủ Úc và năm thủy thủ Mỹ thương vong. Một đợt tấn công thứ hai diễn ra hầu như ngay lập tức, lần này là ném bom từ tầm cao, nhưng các con tàu đã lẩn tránh thành công. Vài phút sau, một đợt thứ ba bao gồm ba máy bay ném bom bay ngang đầu và bom ném đã suýt trúng các tàu khu trục Mỹ; sau này người ta khám phá rằng đó là những chiếc B-17 thuộc Không lực Lục quân Hoa Kỳ, vốn tin rằng đang ném bom nhắm vào một hải đội tàu chiến Nhật Bản. Vào ngày 7 tháng 8, Hobart đã hỗ trợ cho việc đổ bộ lên Guadalcanal và Tulagi.

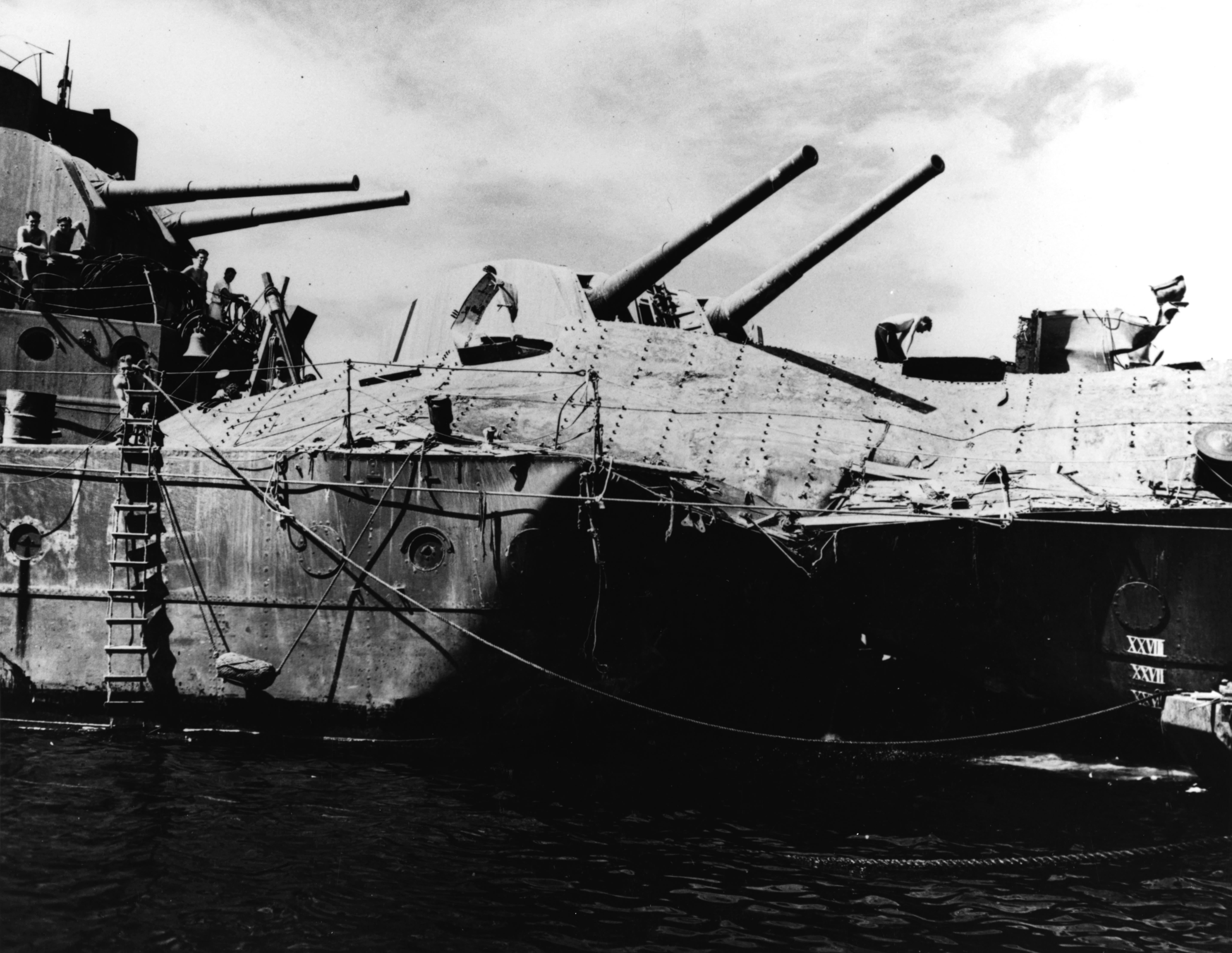
Hư hại gây ra cho Hobart bởi một cuộc tấn công bằng ngư lôi vào ngày 20 tháng 7 năm 1943.

Ngày 20 tháng 7 năm 1943, trong khi ở tại quần đảo Solomon, Hobart bị một tàu ngầm Nhật Bản tấn công bằng ngư lôi. Quả ngư lôi đã đánh trúng phần sau mạn trái con tàu và gây ra những hư hại nghiêm trọng: thủng một lỗ lớn bên mạn tàu, hỏng nặng sàn phía trước và đuôi, cả hai chân vịt bên mạn trái bị cắt rời do sự va chạm, các vách ngăn bị thủng và dây cáp điện hỏng. Mười bốn người đã thiệt mạng, trong đó có một sĩ quan Mỹ biệt phái. Chiếc tàu tuần dương cố lếch trở về Espiritu Santo để sửa chữa khẩn cấp, rồi quay trở về Australia dưới sự hộ tống của các tàu khu trục HMAS Arunta và HMAS Warramunga. Chiếc tàu tuần dương về đến Sydney vào ngày 26 tháng 8, và vào ụ tàu tại Xưởng tàu đảo Cockatoo để sửa chữa và tân trang; khối lượng lớn các hư hại gây ra khiến nó phải ngừng hoạt động cho đến năm 1945.
Khi quay trở lại hoạt động, Hobart tham gia cuộc đổ bộ lên Tarakan vào ngày 25 tháng 4, Wewak vào ngày 11 tháng 5, Brunei trong tháng 6 và Balikpapan trong tháng 7. Hobart đi vào vịnh Tokyo vào ngày 31 tháng 8, và đã có mặt tại đây vào lúc mà buổi lễ ký kết văn kiện Nhật Bản đầu hàng diễn ra trên thiết giáp hạm USS Missouri vào ngày 2 tháng 9 năm 1945. Sau chiến tranh, Hobart trải qua những năm 1946-1947 tại vùng biển Nhật Bản.
Hobart được tặng thưởng tám Vinh dự Chiến đấu do thành tích phục vụ trong chiến tranh: "Đông Ấn 1940", "Địa Trung Hải 1941", "Ấn Độ Dương 1941", "Biển Coral 1942", "Đảo Savo 1942", "Guadalcanal 1942", "Thái Bình Dương 1942-1945" và "Borneo 1945".

### Ngừng hoạt động
Hobart được đưa về hạm đội dự bị vào ngày 20 tháng 12 năm 1947. Vào năm 1950, sau những thất bại không tìm được một thiết kế tàu tuần dương Anh Quốc mới phù hợp, và việc thiếu hụt ngoại tệ bằng Đô la Mỹ ngăn trở việc mua tàu chiến của Hoa Kỳ, người ta quyết định hiện đại hóa Hobart để dùng nó như một giải pháp tạm thời trong vai trò hộ tống tàu sân bay cho đến khi lớp tàu khu trục Daring được đưa vào hoạt động, sau đó nó sẽ phục vụ như là tàu hộ tống chuyển quân đến Trung Đông trong trường hợp có xung đột trong tương lai. Kế hoạch này bị thay đổi vào năm 1952 sau một loạt các cắt giảm ngân sách quốc phòng, cũng như việc nhận ra lớp tàu khu trục Battle phù hợp cho vai trò hộ tống tàu sân bay; thay vào đó, Hobart được dùng thay thế cho chiếc HMAS Australia như là tàu tuần dương huấn luyện. Nó được đưa đến Xưởng tàu bang Newcastle để cài biến.
Trong năm 1953-1954, việc cắt giảm hơn nữa các hoạt động của Hải quân Hoàng gia Australia khiến một tàu sân bay được rút khỏi hoạt động thường trực để sử dụng như là tàu huấn luyện, khiến không cần thiết phải đưa Hobart trở lại phục vụ. Các lựa chọn khác nhằm tái hoạt hóa con tàu được khảo sát, bao gồm việc cải biến nó thành một tàu tuần dương tên lửa điều khiển; nhưng đến tháng 4 năm 1955, mọi đề nghị đều bị hủy bỏ. Cho dù công việc cải biến cho đến lúc đó đã chi phí hết một triệu Bảng Australia, công việc này bị hủy bỏ, và Hobart được đưa trở lại lực lượng dự bị và được đánh dấu để loại bỏ.
Hobart được bán cho hãng Nhật Mitsui & Co (Aust) Pty Ltd. để tháo dỡ vào ngày 22 tháng 2 năm 1962. Nó được kéo rời khỏi Sydney vào ngày 3 tháng 3, và đến Osaka vào ngày 2 tháng 4 để bắt đầu tháo dỡ.